# Ванга, Аллан
Аллан Ветенде Ванга (англ. Allan Wetende Wanga; 26 ноября 1985, Кисуму, Кения) — кенийский футболист, нападающий кенийского клуба «Какамега Хоумбойз» и сборной Кении.

## Карьера

### Клубная
Играть в футбол начал в школьной команде. В 2005 году был приглашён в клуб второго кенийского дивизиона «Лолве», где работал тренером его дядя. По окончании сезона Аллан пробовал пробиться в состав нескольких клубов Премьер лиги, но безуспешно. В итоге к концу 2006 года он вновь оказался в «Лолве». Однако на следующий год молодого нападающего пригласил в свои ряды клуб «Таскер», и сезон для Ванги оказался сверхудачным: забив в 23 матчах 21 гол, он внёс существенный вклад в победу «Таскера» в чемпионате.
Результативного форварда приметили в Анголе, и сезон 2008 он начал в составе одного из сильнейших клубов этой страны «Петру Атлетику». «Таскер» получил за этот переход 50 тысяч долларов. Несмотря на гораздо более серьёзную конкуренцию, Ванга не затерялся, продолжив забивать и в новой команде. За два сезона в 35 матчах он забил 9 голов, при этом «Петру Атлетику» оба раза выиграл чемпионат.
Ещё летом 2009 года Ванга мог оказаться в Европе, однако заинтересовавшийся им армянский «Пюник» не нашёл 600 тысяч долларов, которые запросили за Вангу ангольцы. В январе 2010 года Аллан был ещё ближе к переходу в армянский клуб, и даже сыграл за него на Кубке Содружества в Москве. Однако кенийца переманили представители азербайджанского ФК «Баку», и вторую часть сезона 2009/10 он провёл в этом коллективе. Первый гол за бакинцев Ванга забил 6 мая в полуфинальном матче Кубка Азербайджана с «Интером» (3:1). В итоге «Баку» выиграло этот трофей и завоевало путёвку в Лигу Европы. Кроме того команда Ванги получила серебряные медали чемпионата.
Закрепиться в бакинском клубе кенийцу однако так и не удалось: в июле 2010 года контракт истёк, и он покинул Азербайджан. Не подошёл Аллан и грузинскому «Олимпи Рустави». Ванге пришлось отправиться на родину, где он пополнил состав действующего чемпиона клуба «Софапака». 1 декабря 2010 года Ванга подписал двухлетний контракт с клубом чемпионата Вьетнама «Хоангань Зялай». 22 января 2011 года в стартовом матче V-лиги кениец отметился голом в ворота «Дананга», однако его команда уступила 1:2. Всего за сезон Ванга забил 6 мячей в 24 встречах.

### В сборных
Ванга получил первый вызов в сборную Кении в 2007 году, после того как проявил себя в играх за «Таскер». 4 июня он дебютировал в сборной, выйдя на замену в конце отборочного матча Кубка африканских наций со Свазилендом. Первый гол за национальную команду Ванга записал на свой счёт 8 декабря в стартовом матче Кубка КЕСАФА с Танзанией (1:2). Кения дошла до четвертьфинала, а Аллан отметился ещё 2 голами. 14 ноября 2009 года Ванга забил свой первый гол в отборочном матче чемпионата мира. На 73-й минуте домашней игры с Нигерией при счёте 1:2 он вышел на замену и уже на 77-й минуте сравнял счёт. Однако спустя 4 минуты гол Обафеми Мартинса позволил нигерийцам вырвать победу. В декабре 2009 года Ванга отличился ещё 2 мячами на Кубке КЕСАФА, и вновь его команда уступила в четвертьфинале.

## Достижения
- Чемпион Кении: 2007
- Чемпион Анголы: 2008 и 2009
- Серебряный призёр чемпионата Азербайджана: 2009/10
- Обладатель Кубка Азербайджана: 2009/10

## Голы за сборную Кении
| # | Дата            | Встреча                | Противник | Счёт | Результат | Соревнование                          |
| - | --------------- | ---------------------- | --------- | ---- | --------- | ------------------------------------- |
| 1 | 8 декабря 2007  | Дар-эс-Салам, Танзания | Танзания  | 1:1  | 1:2       | Кубок КЕСАФА 2007                     |
| 2 | 14 декабря 2007 | Дар-эс-Салам, Танзания | Сомали    | 2:0  | 2:0       | Кубок КЕСАФА 2007                     |
| 3 | 17 декабря 2007 | Дар-эс-Салам, Танзания | Уганда    | 1:1  | 1:1       | Кубок КЕСАФА 2007                     |
| 4 | 14 ноября 2009  | Найроби, Кения         | Нигерия   | 2:2  | 2:3       | Отборочные матчи чемпионата мира 2010 |
| 5 | 2 декабря 2009  | Найроби, Кения         | Джибути   | 2:0  | 2:0       | Кубок КЕСАФА 2009                     |
| 6 | 5 декабря 2009  | Найроби, Кения         | Эфиопия   | 2:0  | 2:0       | Кубок КЕСАФА 2009                     |
| 7 | 18 августа 2010 | Аддис-Абеба, Эфиопия   | Эфиопия   | 1:0  | 3:0       | Товарищеский матч                     |
| 8 | 18 августа 2010 | Аддис-Абеба, Эфиопия   | Эфиопия   | 2:0  | 3:0       | Товарищеский матч                     |